# Ipomoea gesnerioides
Ipomoea gesnerioides là một loài thực vật có hoa trong họ Bìm bìm. Loài này được J.A. McDonald mô tả khoa học đầu tiên năm 1992.